# Pote Sarasin
Pote Sarasin taj. พจน์ สารสิน (ur. 25 marca 1905 w Bangkoku, zm. 28 września 2000) – tajski prawnik, dyplomata i polityk prawicowy, minister spraw zagranicznych od 1949 do 1950, ambasador w Stanach Zjednoczonych od 1952 do 1957, premier Tajlandii w 1957, następnie sekretarz generalny układu wojskowego SEATO od 1957 do 1963.